# Saint-Clair-du-Rhône
Saint-Clair-du-Rhône è un comune francese di 3 951 abitanti situato nel dipartimento dell'Isère della regione dell'Alvernia-Rodano-Alpi.

## Amministrazione

### Gemellaggi
- Mammola, dal 17 maggio 2010

## Società

### Evoluzione demografica
Abitanti censiti